# Quận Lincoln, North Carolina
Quận Lincoln là một quận nằm ở tiểu bang Bắc Carolina.  Tại thời điểm năm 2000, quận có dân số 63,780 người. Quận lỵ đóng ở Lincolnton6.
Quận được lập ngày năm 1779 từ phần phía đông quận Tryon. Quận được đặt theo Benjamin Lincoln, một vị tướng trong chiến tranh cách mạng Mỹ.

## Địa lý
According to Cục điều tra dân số Hoa Kỳ, the county has a total area of 307 square miles (795 km²), trong đó, 299 dặm Anh vuông (774 km²) là diện tích đất và 8 dặm Anh vuông (21 km²) trong tổng diện tích (2.68%) là diện tích mặt nước.

### Các thị trấn
Quận được chia thành 5 xã: Catawba Springs, Howards Creek, Iron Station, Lincolnton, và North Brook.

### Các quận giáp ranh
- Quận Catawba, Bắc Carolina - Bắc
- Quận Iredell, Bắc Carolina - Đông bắc (water boundary only)
- Quận Mecklenburg, Bắc Carolina - Đông nam
- Quận Gaston, Bắc Carolina - Nam
- Quận Cleveland, Bắc Carolina - Tây
- Quận Burke, Bắc Carolina - Tây bắc

## Thông tin nhân khẩu
Theo cuộc điều tra dân số2 tiến hành năm 2000, quận này có dân số 63.780 người, 24.041 hộ, và 18.174 gia đình sinh sống trong quận này. Mật độ dân số là 214 người trên mỗi dặm Anh vuông (82/km²). Đã có 25.717 đơn vị nhà ở với một mật độ bình quân là 86 trên mỗi dặm Anh vuông (33/km²).  Cơ cấu chủng tộc của dân cư sinh sống tại quận này gồm 90,24% người da trắng, 6,44% người da đen hoặc người Mỹ gốc Phi, 0,27% người thổ dân châu Mỹ, 0,31% người gốc châu Á, 0,01% người các đảo Thái Bình Dương, 1,73% từ các chủng tộc khác, và 1,00% từ hai hay nhiều chủng tộc.  5,73% dân số là người Hispanic hoặc người Latin thuộc bất cứ chủng tộc nào.
Có 24,041 hộ trong đó có 34,10% có con cái dưới tuổi 18 sống chung với họ, 61,20% là những cặp kết hôn sinh sống với nhau, 10,00% có một chủ hộ là nữ không có chồng sống cùng, và 24,40% là không gia đình. 20,10% trong tất cả các hộ gồm các cá nhân và 7,80% có người sinh sống một mình và có độ tuổi 65 tuổi hay già hơn.  Quy mô trung bình của hộ là 2,62 còn quy mô trung bình của gia đình là 3,00,
Phân bố độ tuổi của cư dân sinh sống trong huyện là 24,90% dưới độ tuổi 18, 7,70% từ 18 đến 24, 31,70% từ 25 đến 44, 24,20% từ 45 đến 64, và 11,50% người có độ tuổi 65 tuổi hay già hơn.  Độ tuổi trung bình là 36 tuổi. Cứ mỗi 100 nữ giới thì có 98,90 nam giới. Cứ mỗi 100 nữ giới có độ tuổi 18 và lớn hơn thì, có 96,60 nam giới.
Thu nhập bình quân của một hộ ở quận này là $41.421, và thu nhập bình quân của một gia đình ở quận này là $47.752, Nam giới có thu nhập bình quân $32.394 so với mức thu nhập $22.362 đối với nữ giới. Thu nhập bình quân đầu người của quận là $18,877, Khoảng 6,90% gia đình và 9,20% dân số sống dưới ngưỡng nghèo, bao gồm 10,90% những người có độ tuổi 18 và 14,10% là những người 65 tuổi hoặc già hơn.

## Thành phố và thị trấn
- Boger City
- Denver
- Iron Station
- Lincolnton
- Lowesville
- Westport
- Vale